# Moskorzyn (Dolice)
Moskorzyn (deutsch Muscherin) ist ein Dorf in der Woiwodschaft Westpommern in Polen. Es gehört zur Gmina Dolice (Gemeinde Dölitz) im Powiat Stargardzki (Stargarder Kreis).

## Geographische Lage
Das Dorf liegt in Hinterpommern, etwa 45 Kilometer südöstlich von Stettin und etwa 18 Kilometer südlich der Kreisstadt Stargard. Nachbardörfer sind Żalęcino (Sallentin) im Nordwesten, Morzyca (Blumberg) im Nordosten und Ukiernica (Ückerhof) im Südwesten.

## Geschichte
Muscherin war jedenfalls ab dem 15. Jahrhundert ein Lehen der pommerschen adligen Familie von Rambow. Im Jahre 1490 heiratete ein Reimar von Scheningen aus der pommerschen adligen Familie von Schöning eine Witwe von Rambow und erwarb damit einen Teil von Muscherin. In dem Lehnsbrief, den die Familie von Schöning im Jahre 1520 von Herzog Bogislaw X. empfing, ist Muscherin aufgeführt. Auch die Rambows waren noch im 16. und 17. Jahrhundert mit Muscherin belehnt, also wohl einem anderen Anteil, bis die Familie Ende des 17. Jahrhunderts ausstarb, wie in einer Notiz in einem Belehnungsprotokoll festgehalten ist. Auch die adlige Familie von Mörner war mit Stücken in Muscherin belehnt. Später erwarben die von Schöning Muscherin ganz.
In Ludwig Wilhelm Brüggemanns Ausführlicher Beschreibung des Herzogtums Vor- und Hinterpommern (1784) ist Muscherin als ein adeliger Wohnsitz unter den adeligen Gütern des Pyritzschen Kreises aufgeführt. Damals gab es hier ein Vorwerk, also den Gutsbetrieb, fünf Bauern, einen Pfarrbauernhof, eine Schmiede und einen Schulmeister, insgesamt 19 Haushaltungen („Feuerstellen“). Die Kirche war eine Filialkirche der Mutterkirche in Sallentin. Muscherin gehörte damals August Heinrich von Schöning.
Nachfolgende Besitzer des Lehn-Rittergutes Muscherin waren der Landrat August Ernst von Schöning († 1807) und dessen Sohn, der Landrat August Peter von Schöning († 1858). Im 19. Jahrhundert entwickelte sich Muscherin zu einem reinen Gutsdorf: Die Bauernhöfe wurden in Folge des Gesetzes vom 9. Juni 1810  zum Gut eingezogen. Die Kirchen- und Pfarrländereien wurden 1814 durch die Gutsherrschaft in Erbpacht genommen, der Pfarrbauernhof ging damit ein. 
Bis 1945 bildete Muscherin eine Gemeinde im Kreis Pyritz der preußischen Provinz Pommern. Zur Gemeinde gehörten auch der Wohnplatz Forsthaus Muscherin und Ückerhof.
Nach dem Zweiten Weltkrieg kam Muscherin, wie ganz Hinterpommern, an Polen. Die Bevölkerung wurde vertrieben. Das Dorf erhielt den polnischen Ortsnamen „Moskorzyn“.

## Entwicklung der Einwohnerzahl
- 1867: 095 Einwohner[3]
- 1871: 092 Einwohner[3]
- 1910: 205 Einwohner[4]
- 1925: 445 Einwohner, mit Ückerhof[2]